# Visual Assist
Visual Assist 是由Whole Tomato公司为Microsoft Visual Studio开发一款插件。它对Visual Studio的智能提示（Intellisense）功能和代码高亮功能进行了增强，同时还增加了代码提示功能和重构功能，并对程序注释加入了拼写检查功能。它还可以检测一些基本的语法错误，如使用未声明的变量等。
至2008年3月为止，Visual Assist支持除Express Edition外的所有版本的Visual Studio .NET（包括Visual Studio.NET 2008）